# Веселий Кут (Тальнівська міська громада)
Весе́лий Кут — село в Україні, у Тальнівській міській громаді, Звенигородського району Черкаської області. Розташоване на березі річки Гірський Тікич за 10 км на північний захід від адміністративного центру громади — міста Тального та за 15 км від залізничної станції Тальне. Площа територіальних меж колишньої сільської ради — 1 808,4 га. У селі нараховується 361 двір, мешкає 584 особи.

## Походження назви
За переказами, походження назви села пов'язують з тим, що в давнину тут проходив шлях, яким чумаки возили з Криму сіль та рибу, ставали на перепочинок в урочищі Чагарі, у своєрідному куточку, який утворювали три річки — Гірський Тікич, Макшиболото та Рудка. На всю округу лунали українські пісні. Цей природний куточок назвали «веселим», а згодом й поселення Веселий Кут.

## Історія
Про те що люди мешкали на території нинішнього села ще в давні часи, говорять виявлені поблизу села залишки поселення трипільської культури, епохи бронзи та три — черняхівської культури.
Село вперше згадується в 1659 році, коли воно в числі інших було надано ленним правом судді Війська Запорозького Самійлу Зарудному.
У роки радянсько-німецької війни 152 мешканця села воювали на фронтах, з них 100 загинули, 52 відзначені урядовими нагородами.
При відвоюванні села загинуло 28 радянських воїнів.
1954 року в центрі села встановлено пам'ятник односельцям, які загинули в роки війни.
Станом на 1971 рік в селі мешкало 944 чоловіка. Тут була розміщена центральна садиба колгоспу імені Ленінського комсомолу, за яким було закріплено 1 312,5 га сільськогосподарських угідь, у тому числі 1 177,4 га орної землі. В господарстві вирощували зернові і технічні культури, було розвинуте м'ясо-молочне тваринництво.
Працювали восьмирічна школа, будинок культури на 300 місць, бібліотека з фондом понад 5,9 тисяч книг, фельдшерсько-акушерський пункт, дитячі ясла, шість магазинів, філія зв'язку.

## Сучасність
На території села діють сільськогосподарські підприємства СВК «Веселий Кут», ПП «Дронго», ПП «Еліта», СФГ «Фортуна», медична амбулаторія, загальноосвітня школа (http://veselyikut.edukit.ck.ua/), (http://ck.isuo.org/schools/view/id/4003), дитячий садок «Ромашка», Будинок культури, бібліотека, млин.
У селі діє Православна Церква України. Село газифіковано, прокладено водогін, вулиці заасфальтовано.
Село віднесено до державного історико-культурного заповідника «Трипільська культура» в числі інших 11 населених пунктів України.

## Відомі люди
В селі народилися
- Кротт В'ячеслав Миколайович (1922-1975) — Герой Радянського Союзу.
- Мельниченко Віктор Васильович (1972-2014) — сержант Збройних сил України, учасник російсько-української війни[2].